# Home de Piltdown

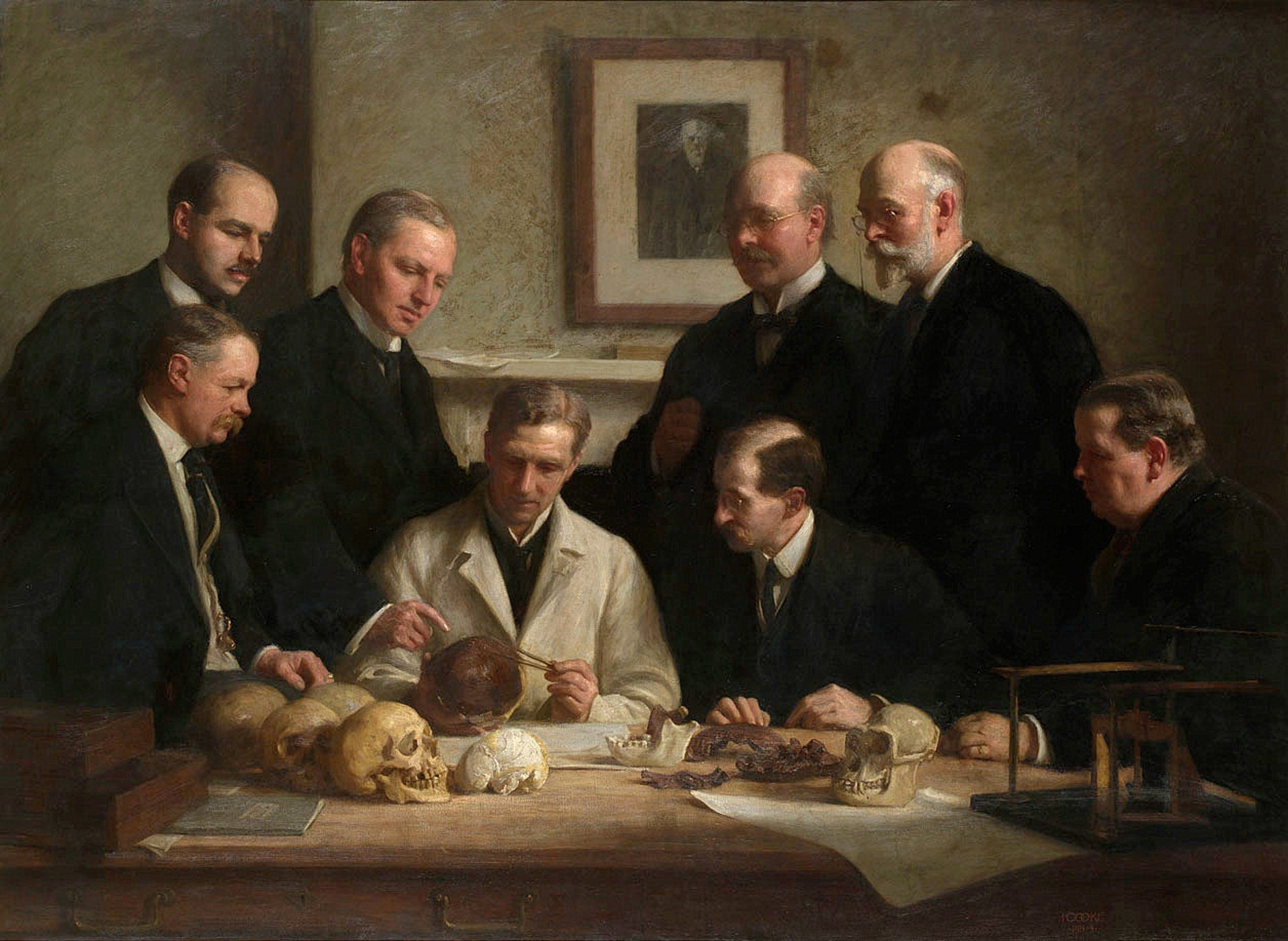
La imatge de 1915 mostra, entre d'altres, el descobridor de les restes, Charles Dawson (dret i el tercer començant per l'esquerra)

L'humà de Piltdown és el nom popular de les restes de crani i mandíbula trobades el 1912 en una gravera de la localitat de Piltdown (East Sussex).
El 1953 es va determinar que eren un frau, producte d'afegir una mandíbula inferior d'orangutan a un crani humà recent. De tota manera, en no encaixar dins dels trets d'evolució humana, es va marginar aquesta troballa en el món científic. L'anàlisi de fluor feta el 1949 no va ser concloent i va ser l'estudi de l'abrasió dental intencionada el que va donar la clau del fet de ser un muntatge per obra humana.
Les principals raons per no haver descobert abans el frau eren el prestigi dels descobridors o dels qui hi donaven suport (entre ells, Teilhard de Chardin), la manca de tècniques analítiques suficients i la consideració de baula perduda de l'espècimen.
Sembla que, per raons nacionalistes angleses, el falsificador va pensar que calia trobar un espècimen fòssil "britànic", ja que fins aquell moment se n'havien trobat de "francesos" (cromanyó) i "alemanys" (neanderthal) i d'altres països.
Les circumstàncies en què Charles Dawson va trobar aquestes restes mai van quedar clares i actualment se'l considera el principal sospitós entre una llarga llista de candidats.
El nom científic adjudicat a l'humà de Piltdown va ser Eoanthropus dawsoni: un joc de paraules amb el concepte d'alba i el cognom Dawson ("Dawson's dawn-man").